# Reformierte Kirche St. Moritz

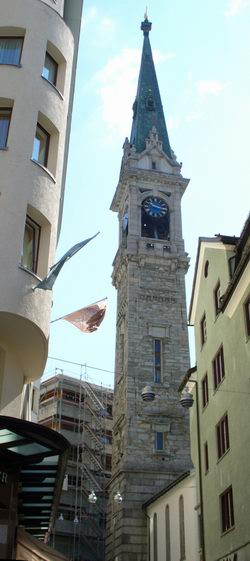
Kirchturm

Die reformierte Kirche (gebräuchlich auch die Bezeichnung Dorfkirche zur Unterscheidung von der früher anglikanischen, heute gleichfalls reformierten Badkirche) in St. Moritz ist ein evangelisch-reformiertes Gotteshaus unter dem Denkmalschutz des Kantons Graubünden.

## Geschichte und Ausstattung
Errichtet wurde die Dorfkirche in den Jahren 1785–1787. Der neugotische Turm in seiner heutigen Gestalt geht auf die Jahre 1896/1897 zurück.
Letztmals restauriert und im Inneren völlig neugestaltet wurde die im Zentrum von St. Moritz Dorf gelegene Kirche 2007. Dabei erfuhr der saalartige Innenraum eine Aufhellung und wurde mit einer mobilen Bestuhlung versehen, die den gottesdienstlichen und kulturellen Anlässen angepasst werden kann. Markant ist der goldfarbene kubische Vorbau.

## Glocken
Im Turm hängen fünf Glocken:
- Sturmglocke: Durchmesser 172 cm. Gewicht: 3459 kg. Inschrift: * GLORIA A DIEU NELLAS OTEZZAS, PÊSCH SÜN TERRA A BAIN PLASCHAIR VI ALS CRASTIAUNS - URA E LAVURA * Glockengiesserei Theus (1895).
- Abendglocke: Durchmesser 143,5 cm. Gewicht 1725 kg. Inschrift: * CH'IN LAVUR AIS TO FIDEL, PER QUAIST MIEU CLING AIS SENCH E BEL. CHI OZIUS HO IL MEL SEMNO, D'MIEU SUN AS SAINTA TURMANTO *. Glockengiesserei Theus (1897).
- Mittagsglocke: Durchmesser 112 cm. Gewicht 900 kg. Inschrift: * AD CONCENTUM CAMPANARUM IN TEMPLUM VENI, DEO TE CORRIGENTE AD MENTEM REDI - 1715 *. Gegossen von Matheus Albert aus Chur.
- Glocke Durchmesser 95 cm. Gewicht 520 kg. Inschrift: * PÊSCH PRÜVEDA, DUTSCHA ARMONIA, BENIGNA GUARDA LA VISCHNAUNCA ACQUIA *. Glockengiesserei Theus (1897).
- Glocke Durchmesser 85 cm. Gewicht 409 kg. Inschrift: * MIEU CLING DALET DERESA, PORTA PÊSCH IN OGNI CHESA *. Glockengiesserei Theus (1897).

## Kirchliche Organisation
St. Moritz trat (gemeinsam mit Celerina) 1577 unter Nikolaus Chesel – der zugleich erster Pfarrer in St. Moritz und Celerina wurde – zum evangelischen Glauben über. Die Evangelisch-reformierte Landeskirche Graubünden führte St. Moritz als eigenständige Kirchgemeinde innerhalb des Kolloquiums VII Engiadin’Ota-Bregaglia-Poschiavo-Sursès. Seit 2017 gehört St. Moritz zur Evangelisch-reformierten Kirchgemeinde Oberengadin (romanisch: Baselgia evangelica-refurmeda Engiadin’Ota), umgangssprachlich Refurmo genannt. Im Juni 2009 tagte die Bündner Synode in der Dorfkirche St. Moritz.

## Galerie

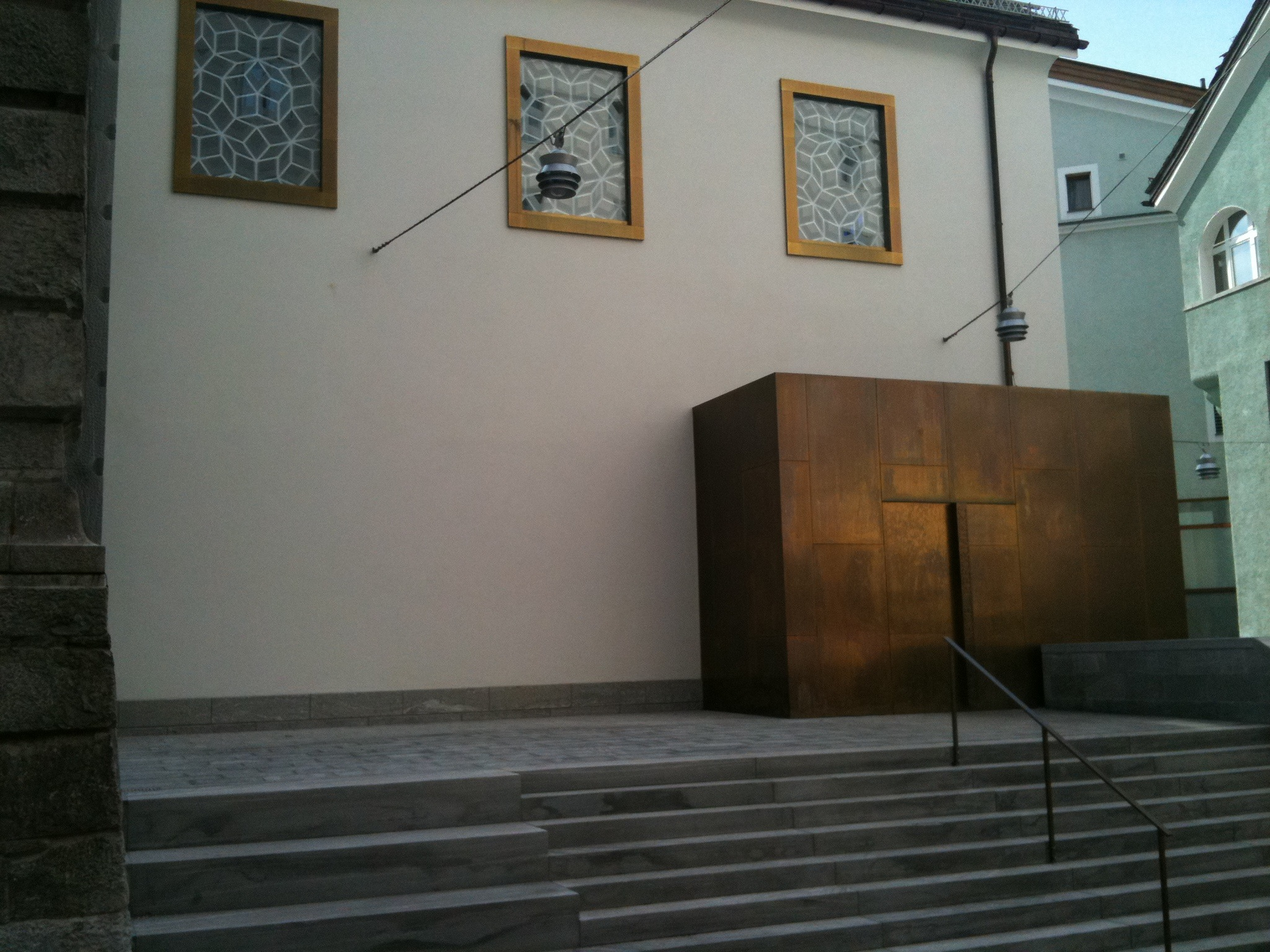
Kubischer Vorbau
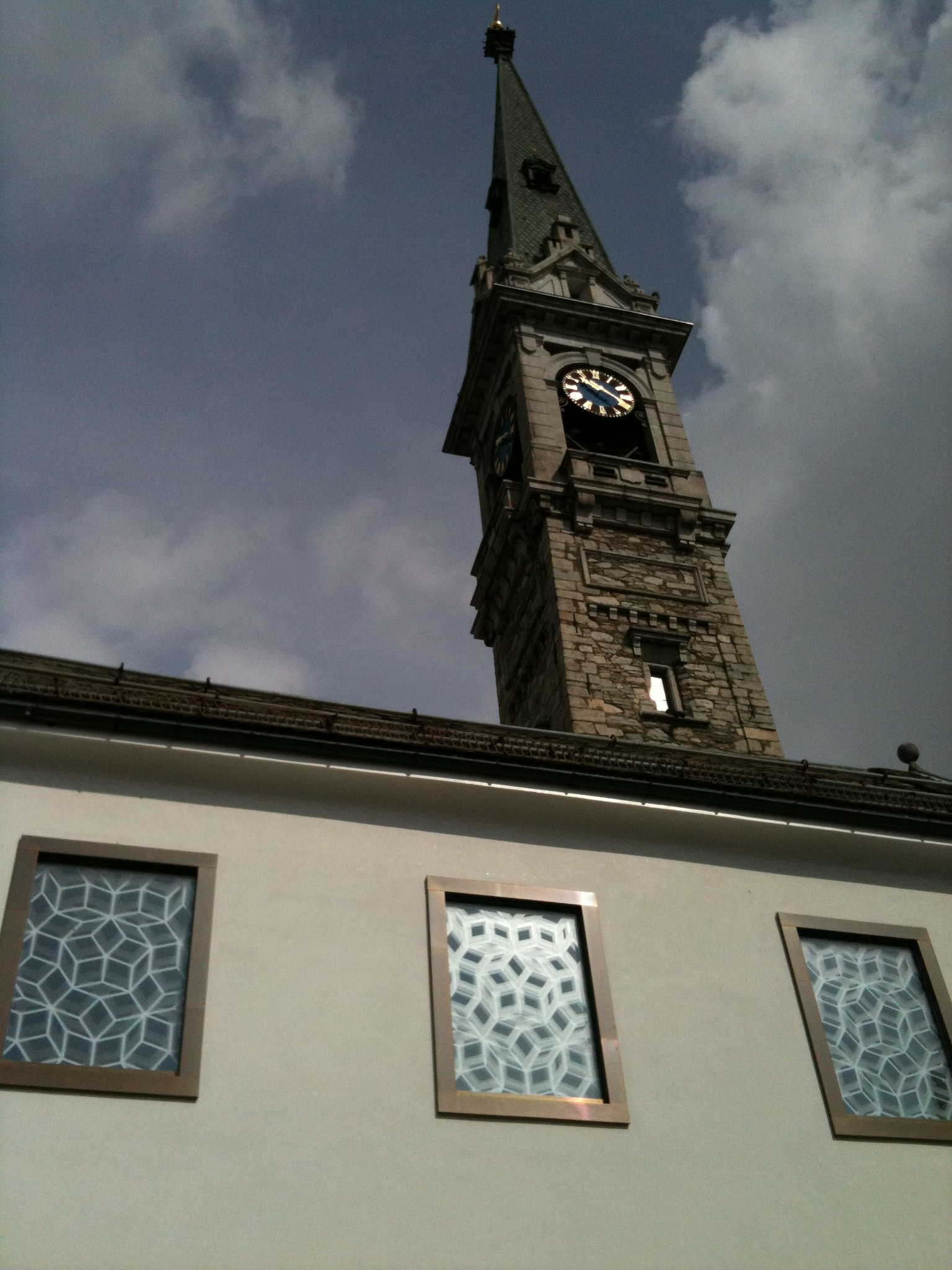
Kirchenschiff mit neuen Fenstern
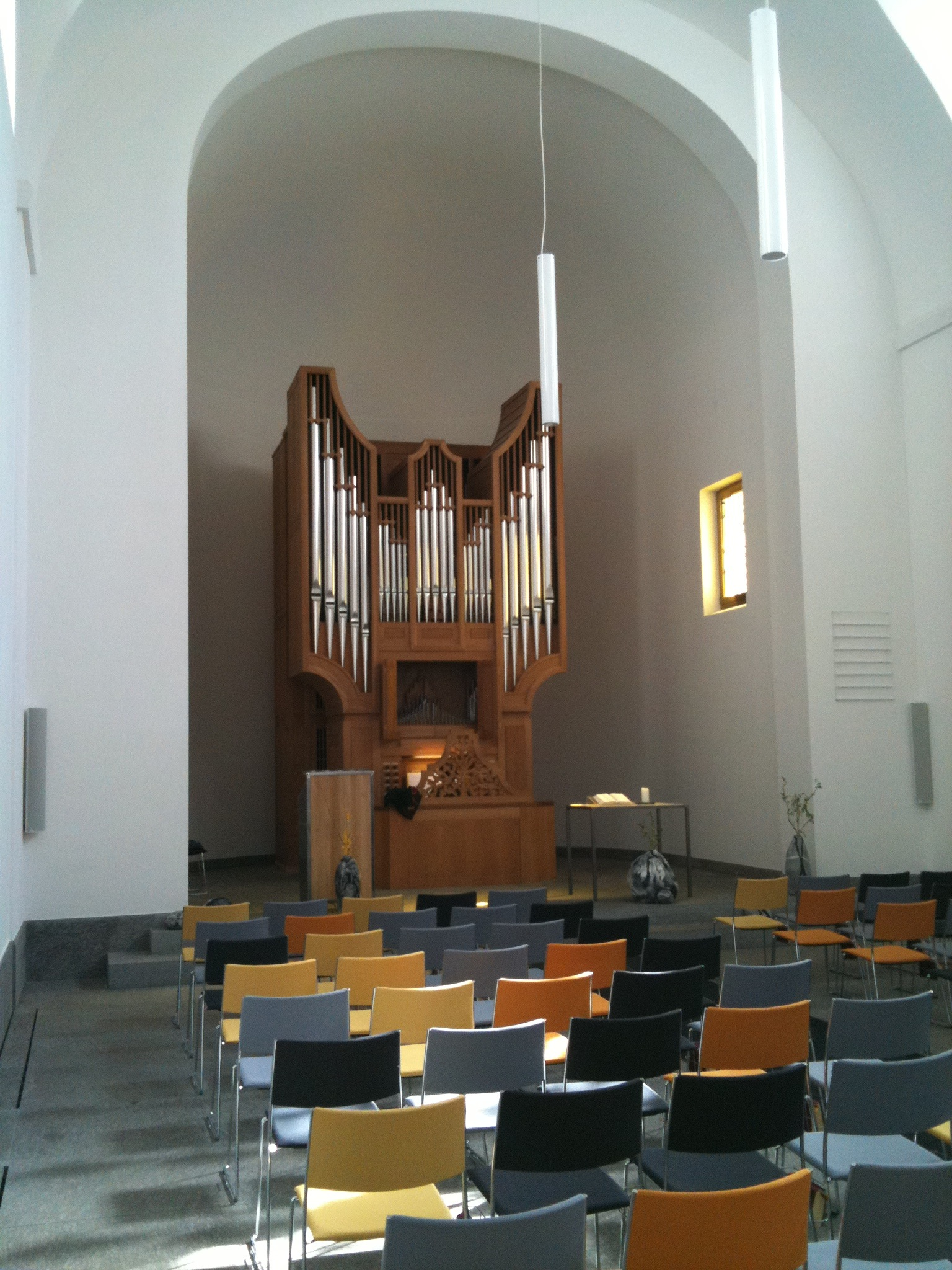
Inneres der Kirche nach der Renovation